# Leichtathletik-Weltmeisterschaften 2022/Teilnehmer (Ägypten)
| Goldmedaillen | Silbermedaillen | Bronzemedaillen |
| ------------- | --------------- | --------------- |
| —             | —               | —               |

Der Leichtathletikverband Ägyptens meldete eine Athletin und drei Athleten für die Leichtathletik-Weltmeisterschaften 2022 in Eugene.

## Ergebnisse

### Männer

#### Sprung/Wurf
| Athlet              | Disziplin   | Qualifikation | Qualifikation | Finale     | Finale |
| Athlet              | Disziplin   | Weite/Höhe    | Platz         | Weite/Höhe | Platz  |
| ------------------- | ----------- | ------------- | ------------- | ---------- | ------ |
| Mohamed Magdi Hamza | Kugelstoßen | DNS           | DNS           | DNQ        | DNQ    |
| Mostafa el-Gamel    | Hammerwurf  | DNS           | DNS           | DNQ        | DNQ    |
| Ihab Abdelrahman    | Speerwurf   | 83,41 m       | 05            | 75,99 m    | 12     |

### Frauen

#### Laufdisziplinen
| Athletin       | Disziplin | Vorlauf | Vorlauf | Halbfinale | Halbfinale | Finale | Finale |
| Athletin       | Disziplin | Zeit    | Platz   | Zeit       | Platz      | Zeit   | Platz  |
| -------------- | --------- | ------- | ------- | ---------- | ---------- | ------ | ------ |
| Bassant Hemida | 100 m     | DNS     | DNS     | DNQ        | DNQ        | -      | -      |
| Bassant Hemida | 200 m     | DNS     | DNS     | DNQ        | DNQ        | -      | -      |